# 부전나비
부전나비(Lycaeides argyronomon)는 부전나비과 부전나비속에 속하는 곤충이다.